# Bernoulli (cratère)
Bernoulli est un cratère d'impact dans la région nord-est de la Lune. Il est au sud du cratère Messala (en) et à l'est du cratère Geminus. Cette formation est presque circulaire, avec quelques montagnes se dégageant vers l'extérieur tout au long du périmètre. Il y a un creux vers la partie sud du mur de l'anneau. L'anneau est plus élevé à sa partie est, avec une altitude d'environ 4 km. Ce cratère possède un pic central.

## Localisation
| Nord-ouest : ?  | Nord : Messala | Nord-est : ? |
| Ouest : Geminus | Bernoulli      | Est : ?      |
| Sud-ouest : ?   | Sud : ?        | Sud-est : ?  |

## Cratères satellites

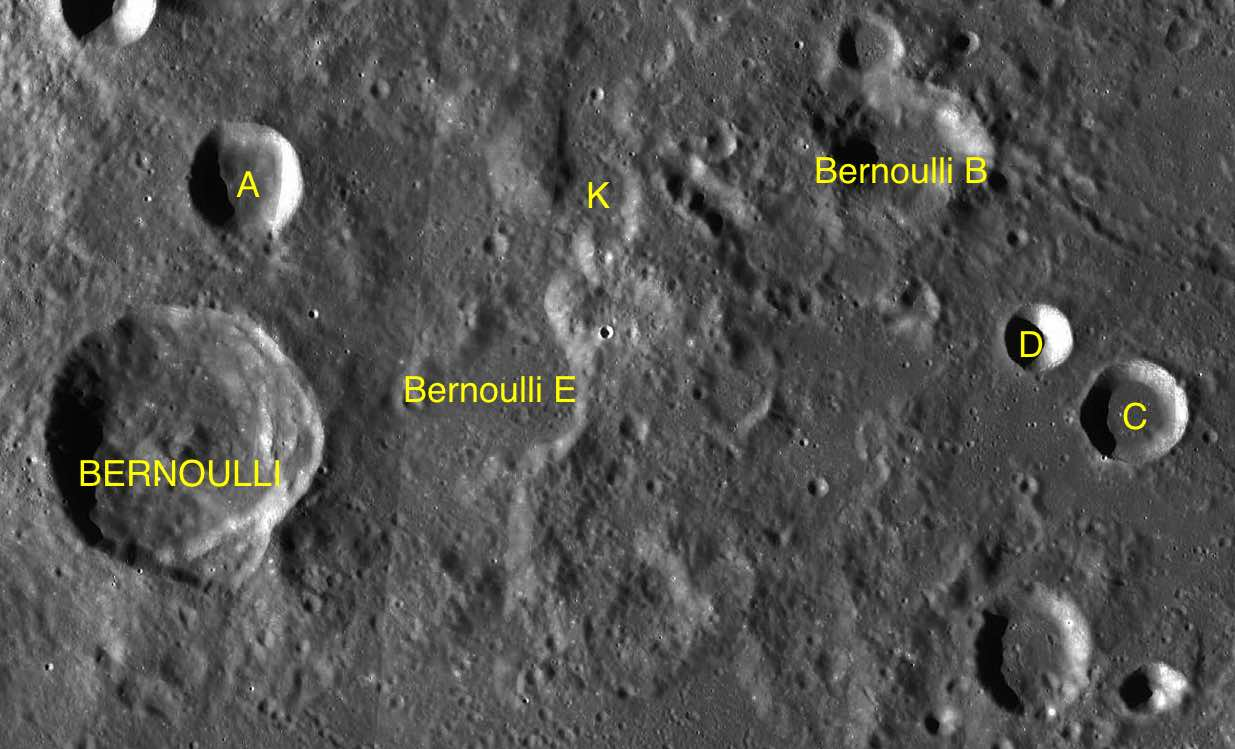
Carte des cratères satellites de Bernoulli.

Les cratères dits satellites sont de petits cratères situés à proximité du cratère principal, ils sont nommés du même nom mais accompagnés d'une lettre majuscule complémentaire (même si la formation de ces cratères est indépendante de la formation du cratère principal). Par convention ces caractéristiques sont indiquées sur les cartes lunaires en plaçant la lettre sur le point le plus proche du cratère principal.
Liste des cratères satellites de Bernoulli
 : 
| Bernoulli | Latitude | Longitude | Diameter |
| --------- | -------- | --------- | -------- |
| A         | 36.4° N  | 60.9° E   | 22 km    |
| B         | 36.9° N  | 65.6° E   | 22 km    |
| C         | 35.3° N  | 67.2° E   | 19 km    |
| D         | 35.7° N  | 66.5° E   | 12 km    |
| E         | 35.3° N  | 63.0° E   | 26 km    |
| K         | 36.7° N  | 62.7° E   | 20 km    |